# Ocasión (mitología)
Ocasión (en latín Occāsio) también llamada Oportunidad, se representa como una mujer hermosa de larga cabellera por delante que le cubre el rostro y calva o rapada por detrás, sosteniendo un cuchillo con la mano derecha encima de una rueda siempre en movimiento, a menudo con alas en los talones y otras veces con alas en la espalda. Esta representación se atribuye al escultor griego Fidias.
Ocasión y Penitencia es un fresco de 168 cm x 146 cm de Andrea Mantegna o su escuela fechado hacia el 1500 aproximadamente y conservado en el Museo de la Città di Palazzo San Sebastiano en Mantua, después de haber estado mucho tiempo en el Palacio Cavriani, donde decoraba la campana de una chimenea. Estuvo expuesto en el Palacio Ducal de Mantua de 1915 a 2002

## Características
Esta diosa representaba las buenas ocasiones perdidas ya que, si pasaba, lo haría rápidamente y no se la podría asir siquiera por los cabellos, ausentes en la nuca. La representación se complementa con un cuchillo en la mano, simbolizando que aquel que ella toque podrá cortar toda atadura que lo tenga amarrado, y así aprovecharla cuando ella llegue.
Algunos proverbios o frases célebres hacen referencia a su carácter:

A la ocasión la pintan calva.

O también, más preciso desde el punto de vista descriptivo:

La oportunidad es calva en la nuca.

Estos dichos significan que se ha de aprovechar una oportunidad a su paso, por la imposibilidad de sacarle provecho una vez transcurrida la coyuntura, es decir, la conveniencia de tiempo y de lugar.
Otras frases populares se inspiran en la misma idea:

Asir, coger, o tomar la ocasión por el copete, por la melena, por los pelos o por los cabellos.

Significa que hay que estar dispuesto, en caso de disponer de una ocasión, para poder atraparla. La ocasión no se conoce bien sino cuando ya ha pasado y ya no tiene remedio: esa ocasión ya no vuelve a pasar jamás. Por lo tanto, es menester adivinarla antes de que llegue y asirla por la cabellera cuando pasa.

## Occasio e Poenitentia

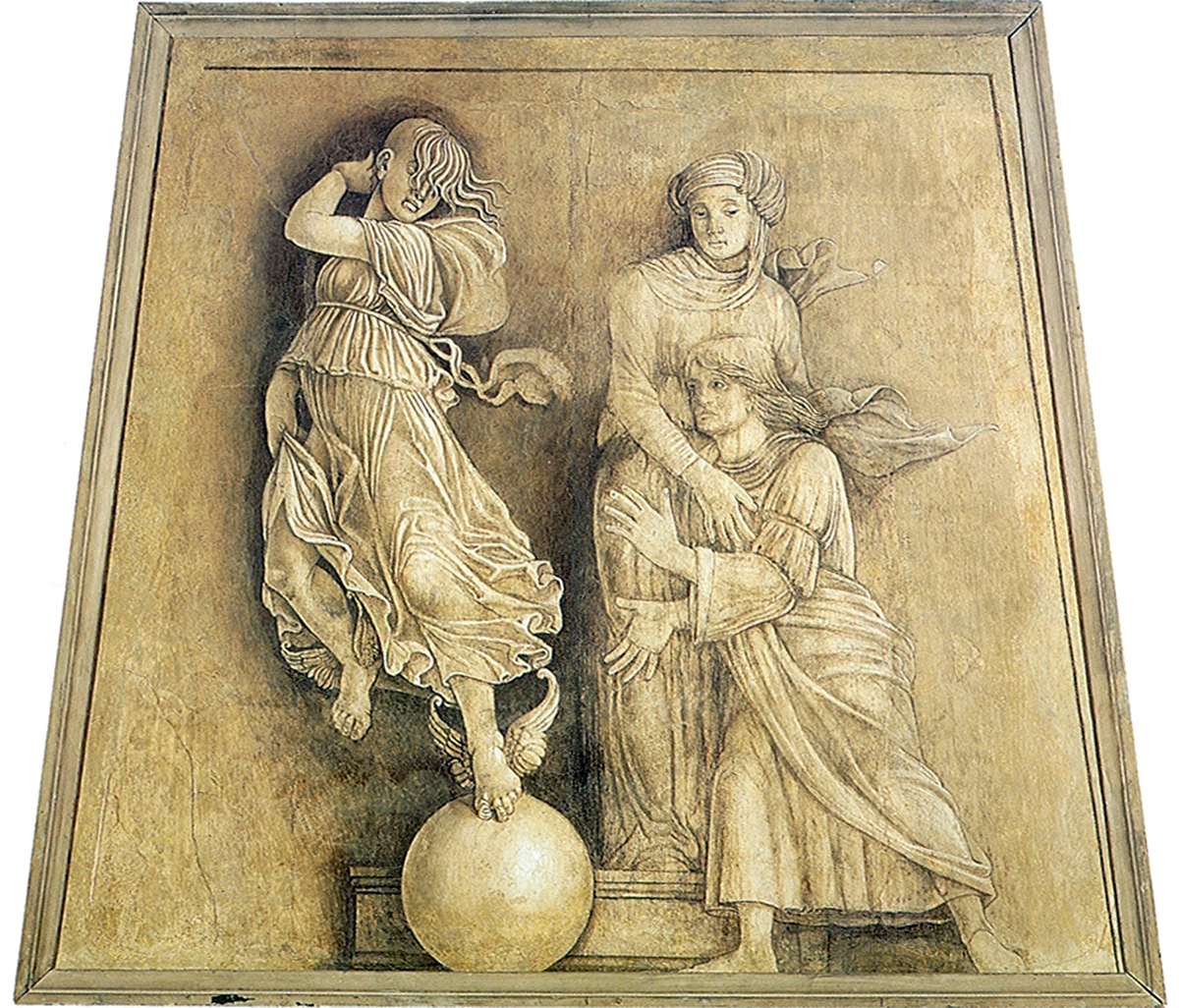
Occasio e Poenitentia (Oportunidad y penitencia), fresco de Andrea Mantegna o de su escuela. Museo de la ciudad, del palacio san Sebastián, en Mantua.

Occasio e Poenitentia (Oportunidad y penitencia), es un fresco de Andrea Mantegna o de su escuela datado de ca. 1500. La obra representa a un hombre con los brazos extendidos, tratando de alcanzar a la escurridiza Occasio («Oportunidad»), que tiene la apariencia de una virgen con el rostro cubierto por un grueso mechón de pelo, y cuya cabeza es calva en la nuca. Las alas en los pies de Occasio simbolizan la velocidad con que pasa, y el balón bajo sus pies representa su inestabilidad. El hombre, que intenta captar la oportunidad al vuelo tomando su mechón de pelo antes de que desaparezca, es en la obra detenido por Poenitentia («Penitencia», en el sentido de la virtud), ubicada sobre un pedestal rectangular (símbolo de estabilidad) que lo insta a un estilo de vida más consciente y sobrio. La obra parece ser una invitación a no dejarse cautivar por el encanto de la ubicua diosa Ocasión, prefiriendo la prudencia y la virtud.